# Violette Rosen
Violette Rosen ist ein deutscher Kriminalfilm von 1915 der Filmreihe Joe Deebs. Nach Das Gesetz der Mine (1915) und Sein schwierigster Fall (1915) handelt es sich dabei um den dritten Film der Joe Deebs-Filmreihe 1915/16.

## Hintergrund
Produziert wurde der Film von der May-Film GmbH in Berlin. Die Produktionsfirma bewarb in zeitgenössischen Anzeigen den Film mit Werbeslogans wie „Die Joe Deebs-Serie schlägt jede Konkurrenz!“, „So überragt die Joe Deebs-Serie die Konkurrenz!“ und „May-Films sind Kassenschlager und Kunstfilms [sic!] zugleich!“
Hauptdarsteller des Films waren der am Berliner Lessingtheater tätige österreichische Schauspieler Max Landa und Heinrich Peer vom Berliner Theater des Westens.
Laut einer Joe-May-Filmografie-Zusammenstellung von Hans-Michael Bock fiel der Film der Zensur zum Opfer; eine Aufführung gilt als nicht nachgewiesen.